# Косино-Ухтомски район
Косино-Ухтомски район е административен район на Източен окръг в Москва.